# María Uspénskaya
María Ouspénskaya (del ruso: Мария Успенская); (Tula, Rusia, 29 de julio de 1876-Los Ángeles, 3 de diciembre de 1949) fue una actriz rusa nominada al premio Óscar, quien consiguió el éxito en su juventud como actriz teatral en Rusia, y ya de mayor como actriz cinematográfica en Hollywood.
Su padre era abogado. Estudió canto en Varsovia, Polonia, e interpretación en Moscú, y trabajó extensamente en el teatro ruso.
Miembro del Teatro del Arte de Moscú, Ouspenskaya fue dirigida por Konstantín Stanislavski, y durante el resto de su vida defendió y enseñó el sistema Stanislavski, que en Estados Unidos se llamó 'El Método'. El Teatro del Arte de Moscú viajó por toda Europa y cuando llegó a Nueva York en 1922, ella decidió quedarse allí. Trabajó regularmente en Broadway a lo largo de la siguiente década, y en 1929 fundó la Escuela de Arte Dramático de Nueva York.  Una de las estudiantes de Uspénskaya en la escuela durante ese período fue Anne Baxter, entonces una desconocida adolescente.
Aunque había trabajado en algunas películas mudas rusas muchos años antes, Uspénskaya permaneció alejada de Hollywood hasta que los problemas financieros de su escuela la forzaron a buscar otros ingresos. Su primer papel en Hollywood fue en Dodsworth (Desengaño) (1936), y le reportó una nominación al Oscar a la mejor actriz de reparto. En 1937 intervino en Conquest y en 1939 recibió una segunda nominación por su papel en Love Affair (Tú y yo). Interpretó a Maleva, una vieja adivina gitana en las películas de terror El hombre lobo (1941) y Frankenstein y el hombre lobo (1943). Sus otros éxitos incluyeron The Rains Came (Vinieron las lluvias) (1939), Waterloo Bridge (El puente de Waterloo, 1940), The Mortal Storm (1940), y Kings Row (1942).  
Ouspénskaya falleció por un accidente cerebrovascular días después de sufrir unas graves quemaduras en un incendio, el cual se produjo al quedarse dormida fumando un cigarrillo.

## Premios y distinciones
Premios Óscar
| Año  | Categoría               | Película  | Resultado |
| ---- | ----------------------- | --------- | --------- |
| 1937 | Mejor Actriz de Reparto | Dodsworth | Nominada  |
| 1940 | Mejor actriz de reparto | Tú y yo   | Nominada  |